# Diyora Keldiyorova
Diyora Keldiyorova (12 luglio 1998) è una judoka uzbeka.

## Biografia
Alle Olimpiadi di Parigi del 2024 ha vinto la medaglia d'oro nel torneo dei 52 chilogrammi.

## Palmares[2]

### Olimpiadi
| Evento                   | Data           | Località | Paese   | Categoria | Risultato |
| ------------------------ | -------------- | -------- | ------- | --------- | --------- |
| Olympic Games Paris 2024 | 28 luglio 2024 | Parigi   | Francia | -52       | Oro       |

### Mondiali
| Evento                            | Data           | Località  | Paese               | Categoria | Risultato |
| --------------------------------- | -------------- | --------- | ------------------- | --------- | --------- |
| World Championship Budapest 2021  | 07 giugno 2021 | Budapest  | Ungheria            | -52 kg    | 5°        |
| World Championship Doha 2023      | 07 maggio 2023 | Doha      | Qatar               | -52 kg    | Argento   |
| World Championship Abu Dhabi 2023 | 19 maggio 2024 | Abu Dhabi | Emirati Arabi Uniti | -52 kg    | Argento   |

### Campionati continentali
| Evento                                    | Data              | Località   | Paese               | Categoria | Risultato |
| ----------------------------------------- | ----------------- | ---------- | ------------------- | --------- | --------- |
| Asian Championships Hong Kong 2017        | 26 maggio 2017    | Hong Kong  | Hong Kong           | -52       | 7°        |
| Asian Games Jakarta 2018                  | 28 agosto 2018    | Giacarta   | Indonesia           | -52       | 7°        |
| Asian Pacific Championships Fujairah 2019 | 20 aprile 2019    | Fujairah   | Emirati Arabi Uniti | -52       | Oro       |
| Asian Oceania Championships Bishkek 2021  | 06 aprile 2021    | Bishkek    | Kirghizistan        | -52       | Argento   |
| Asian Championships Nur-Sultan 2022       | 04 agosto 2022    | Nur-Sultan | Kazakistan          | -52       | Oro       |
| Asian Championships Hangzhou 2023         | 24 settembre 2023 | Hangzhou   | Cina                | -52       | Oro       |
| Asian Championships Hong Kong 2024        | 20 aprile 2024    | Hong Kong  | Hong Kong           | -52       | Bronzo    |